# Rabotjij posjolok
Rabotjij posjolok (russisk: Рабочий посёлок) er en sovjetisk spillefilm fra 1965 af Vladimir Vengerov.

## Medvirkende
- Oleg Borisov som Leonid
- Ljudmila Gurtjenko som Marija
- Nikolaj Simonov som Sotnikov
- Tatjana Doronina som Polina
- Viktor Avdjusjko som Grisja